# Ready or Not (datorspel)
Ready or Not är en taktisk förstapersonsskjutare som utvecklats och utgetts av VOID Interactive och släppts för Microsoft Windows. Ready or Not följer ett polis-SWAT-team i den fiktiva staden Los Suenos, Kalifornien, mitt i en brottsvåg.
Ready or Not släpptes via Steam Early Access den 17 december 2021. Spelet mottogs väl för sin atmosfär och gameplay och har betraktats som en spirituell uppföljare till den liknande SWAT-serien från Sierra Entertainment. Dock har spelet också kritiserats för att överdrivet glorifiera polisen och ha tveksam hantering av uppdrag som skildrar aktiva skjutningar.
I Ready or not har spelaren möjligheten att välja mellan 14 stycken olika scenarion. I dessa scenarion måste spelaren handskas med situationer som till exempel narkotikatillslag, väpnade rån, gisslansituationer, bombhot och terrorattentat.

## Spelupplägg
Ready or not kan antingen spelas i flerspelarläge eller i enspelarläge. I Ready or not måste spelaren oskadliggöra eller arrestera de icke-spelbara figurerna som spelaren stöter på under olika scenarion. Innan scenariot startar har spelaren möjlighet att välja mellan flera olika vapen och annan polisutrustning. Det visas också en lista för spelaren med information om vilka kriterier som måste uppfyllas innan scenariot anses avklarat. När spelaren uppfyllt alla de kriterierna visas ett betyg från F till S (där F är lägsta betyget och S är högsta betyget). Betyget baseras på en rad olika faktorer, till exempel om spelaren använt sig av obefogat våld eller om civila kommit till skada.